# Barat Chekinskaya
Barat Chekinskaya (en azéri : Barat Həbib qızı Şəkinskaya ; née le 28 juin 1914 à Choucha et morte le 14 janvier 1999) est une actrice de théâtre et de cinéma azerbaïdjanaise et soviétique, Artiste du peuple de la RSS d'Azerbaïdjan (1949). Elle était mariée à l'artiste du peuple de l'URSS Mekhti Mammadov, mère de l'acteur de cinéma et artiste de théâtre Elchin Mamedov.

## Biographie
Barat Habib guizy Chekinskaya  est née le 28 juin 1914 à Choucha dans une famille noble. Son père - Habib Khan Cheki, un descendant des khans de Cheki (du côté de son père) et Karabakh (du côté de sa mère). Sa grand-mère maternelle, Govhar-khanum, était la cousine de l'écrivain et dramaturge azerbaïdjanais Abdurrahim bey Akhverdiyev. En 1920, elle joue un rôle d'enfant dans la production de « Chabih ». Elle reçoit sa première éducation à Choucha. Le 21 août 1920, sa mère Agja Khanum déménage à Agdam avec ses enfants, puis en 1923 à Ganja pour vivre avec sa sœur aînée Rahchende Khanum, mariée à Djafar Bey, représentant de l'influente famille des Khans de Safikurd à Gandja.

## Carrière
En 1927, elle entre à l'école pédagogique de Ganja. À l'âge de 13 ans, la future actrice participe au club de théâtre féminin de Ganja. Après avoir terminé ses études en 1930, elle commence immédiatement à enseigner dans le village de Sarkar.En 1933, elle est acceptée dans la troupe du Théâtre des travailleurs turcs de Gandja. 
Depuis 1935, B. Chekinskaya joue au Théâtre dramatique académique d'Azerbaïdjan. Elle devient la première actrice azerbaïdjanaise à jouer des rôles masculins  tels que le rôle de Napoléon en 1934. L'actrice joue également des rôles d'enfants. Á l'âge de 37 ans elle joue son dernier rôle d'enfance dans la pièce de Rza Tahmasib «Rêves en fleurs».
En 1935, à l'initiative de l'artiste du peuple d'Azerbaïdjan Mustafa Mardanov, elle commence à participer à des émissions de radio.
En 1940, elle reçoit le titre d'Artiste honorée de la RSS d'Azerbaïdjan et en 1949, elle devient Artiste du peuple de la RSS d'Azerbaïdjan.
En 1974, elle reçoit le certificat honorifique du Présidium du Soviet suprême de la RSS d'Azerbaïdjan (1974).

## Récompenses et distinctions
- Titre honorifique d'« Artiste honoré de la RSS d'Azerbaïdjan » — 23 avril 1940
- Titre honorifique d'« Artiste du peuple de la RSS d'Azerbaïdjan » — 21 juillet 1949